# Anni 380
Gli anni 380 sono il decennio che comprende gli anni dal 380 al 389 inclusi.

## Eventi, invenzioni e scoperte
- Usurpazione di Magno Massimo nell'Impero romano d'Occidente (383-388), cui mette fine l'imperatore Teodosio I.
- Data presunta di produzione del tesoro dell'Esquilino.

## Personaggi
- Teodosio I, imperatore romano
- Magno Massimo, usurpatore romano
- Flavio Eutolmio Taziano, prefetto del pretorio d'Oriente
- Proculo, praefectus urbi di Costantinopoli